# Tenryū-ji
Tenryū-ji (天龍寺?), formalmente conocido como Tenryū Shiseizen-ji (天龍資聖禅寺?), es un templo budista de la secta zen rinzai en la localidad de Kioto, capital de la prefectura homónima (Japón). Forma parte de los cinco templos zen más importantes de su ciudad y es el complejo principal de la escuela rinzai. En 1994 fue declarado Patrimonio de la Humanidad por la Unesco.

## Historia

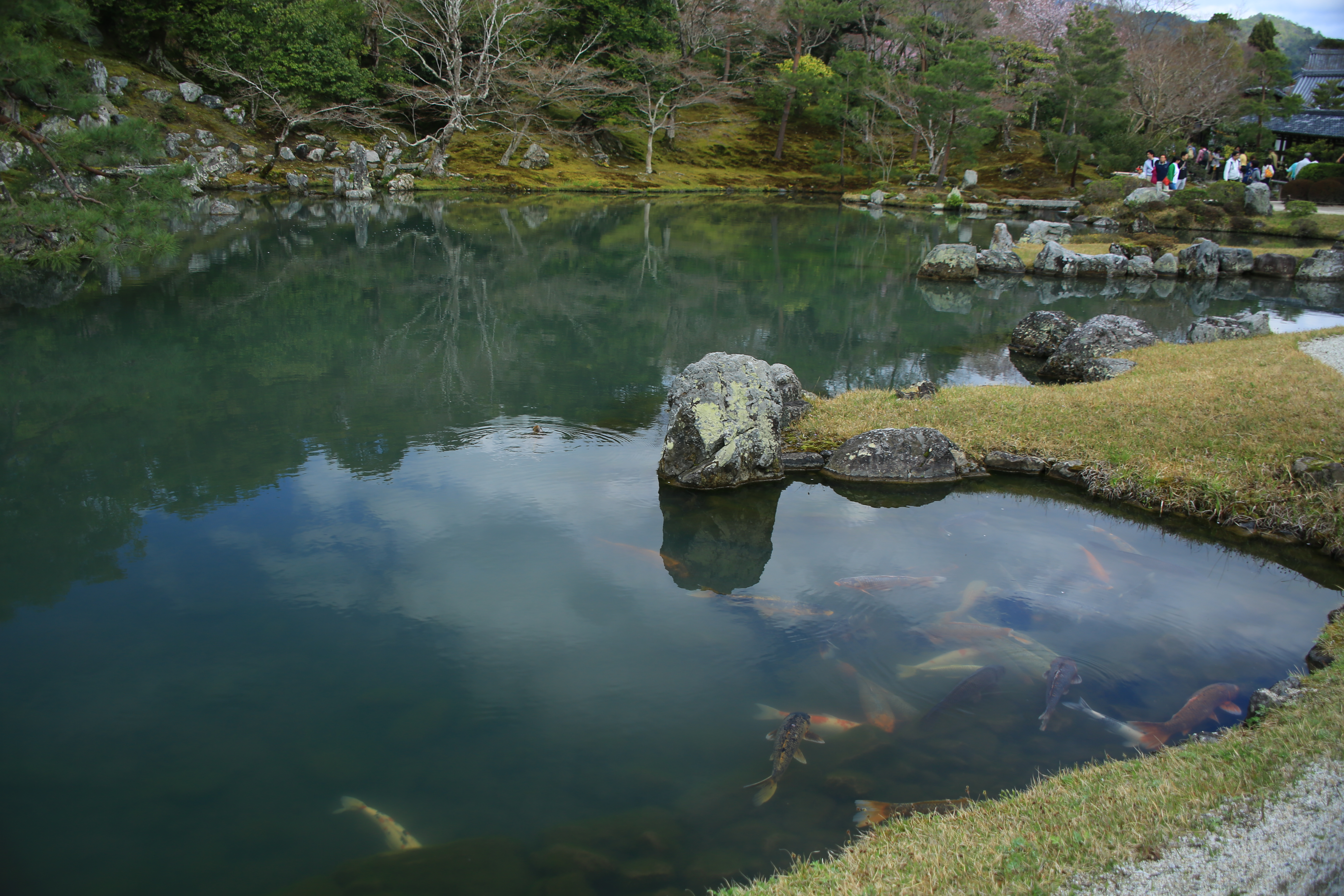
En la actualidad, el estanque del siglo da cobijo a carpas koi.

Antes de la fundación del Tenryū-ji, la emperatriz Tachibana no Kachiko fundó en el siglo IX el Danrin-ji, primer templo zen de Japón. El shōgun Ashikaga Takauji mandó a construir el templo en el año 1339 sobre los terrenos de la antigua villa del emperador Go-Daigo. Ante la falta de fondos, el dirigente emprendió un viaje junto con Musō Soseki hacia China con dos grandes barcos comerciales para recaudar capital. Tras conseguir su objetivo, el complejo fue consagrado finalmente en 1345 y fue declarado como el primero de los cinco grandes templos zen de Kioto.
Sufrió ocho incendios a lo largo de los siglos, siendo los más importantes los de 1445 y 1468. Gracias a la ayuda financiera de Toyotomi Hideyoshi el templo puso ser reconstruido siguiendo las técnicas tradicionales. Los terrenos sufrieron otra quema en 1864, siniestro que provocó que se perdieran la mayoría de tierras cultivables tras ser reconstruido tras una expropiación del gobierno Meiji. Sin embargo, el jardín zen del siglo XIV diseñado por Soseki sobrevivió. Las salas que se pueden visitar en la actualidad son reconstrucciones del período Meiji.

## Infraestructura
Una de las atracciones principales del templo es el jardín Sogenchi Teien. Fue diseñado hace más de 700 años por Soseki y conserva su aspecto original. Se trata del primer jardín que el gobierno japonés nombró como lugar de relevancia histórica y escénica.

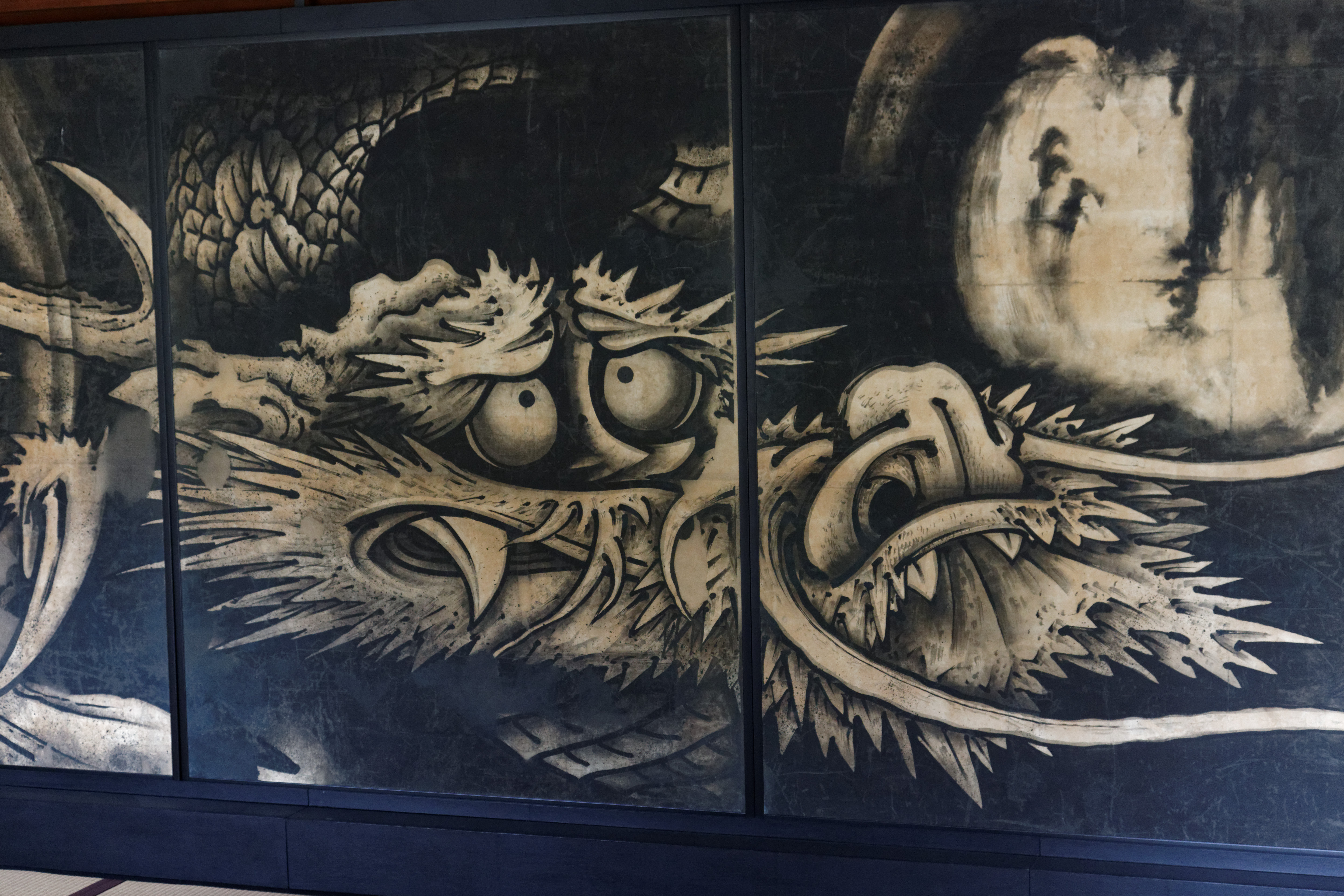
Pintura sobre puertas corredizas de Wakasa Butsugai.

Delante del estanque se encuentra el hojo un gran edificio que se subdivide en el daihojo —reservado para ceremonias importantes— y el kohojo —utilizado para visitantes de menor importancia—. El daihojo alberga una gran pintura de un dragón sobre un shōji, obra de Wakasa Butsugai. Otro edificio destacado es el taho-den, donde se encuentra una sala de oración y un santuario dedicado al emperador Go-Daigo.